# Bactrocera diallagma
Bactrocera diallagma är en tvåvingeart som beskrevs av Drew 1989. Bactrocera diallagma ingår i släktet Bactrocera och familjen borrflugor. Inga underarter finns listade.